# 武井夕庵
武井夕庵，生没年不詳，是日本戰國時代的武將。齋藤氏、織田氏家臣，本名助直，官拜肥後守、二位法印。

## 經歷
武井夕庵曾仕從美濃國齋藤氏的齋藤道三、齋藤義龍、齋藤龍興三代君主，在織田信長攻滅齋藤氏後，仕奉信長，任右筆一職。在外交方面負責與武田信玄、毛利元就友好親善任務，與小早川隆景、吉川元春多有來往，受到信長重用，於天正3年（1575年），受織田信長上奏叙任二位法印。
天正7年（1579年）安土城落成後，邸宅安排在森蘭丸、津田信澄、織田信忠附近，天正6年（1578年）正月，織田信長在安土城舉辦茶會時，武井夕庵和織田信忠、林秀貞、丹羽長秀、豐臣秀吉、細川藤孝、瀧川一益、荒木村重等人一同列席。於同年四月，負責接待神保長住，招攬他成為織田家進軍越中國的先導。
天正8年（1580年），武井夕庵和瀧川一益、佐久間信盛一起接待後北條氏派出的使者。
，天正9年（1581年）參加織田信長舉辦的京都御馬揃，與楠長諳、松井友閑並列於第七隊。天正10年（1582年）本能寺之變後，於10月28日訪問公卿吉田兼見。天正13年（1585年）歡待來訪的公卿山科言經，此後再無其消息。